# Jean Alingué Bawoyeu
Jean Alingué Bawoyeu (N'Djamena, 18 agosto 1937) è un politico ciadiano.
È stato Primo ministro del Ciad dal marzo 1991 al maggio 1992.